# Brigata Sost3gno Aviazione dell'Esercito
La Brigata Sostegno Aviazione dell'Esercito è una brigata aerea dell'Esercito Italiano, che raggruppa i reggimenti di sostegno. 
Precedentemente era la componente operativa del Comando Aviazione dell'Esercito con la denominazione di Brigata Aviazione dell'Esercito.
Ha sede all'Aeroporto di Viterbo.

## Storia
L'Aviazione leggera dell'Esercito (ALE) come specialità nacque nel 1951. Nel corso degli anni fu suddivisa in reparti elicotteri e in reparti aviazione leggera, e nel 1975 in Raggruppamenti e Gruppi Squadroni e quindi in Reggimenti aviazione leggera esercito.
L'ALE nel gennaio 2000 passò all'Arma di cavalleria. 
Nel 2001 nacque il Raggruppamento Cavalleria dell’Aria, che nel 2003 tornata nell'"Aviazione dell'Esercito", assunse la denominazione di Raggruppamento Aviazione dell’Esercito. Il 1º marzo 2006, con l’attuazione dei nuovi organici, il Raggruppamento assunse l'attuale denominazione di "Brigata Aviazione dell'Esercito".
Nell'ottobre 2016, pur dipendendo sempre dal Comando AVES, passa sotto l'impiego operativo del Comando delle forze operative terrestri (COMFOTER COE) e perde il 3º Reggimento elicotteri operazioni speciali "Aldebaran".

### La brigata sostegno
A seguito delle riconfigurazione dell'aviazione dell'esercito perde i reggimenti operativi e in data 31 luglio 2019 assume l'attuale denominazione per trasformazione del Comando Sostegno AVES (derivante dal Comando dei Materiali dell’AVES nato nel 1993) e prende i 4 reggimenti di sostegno.

## Organizzazione

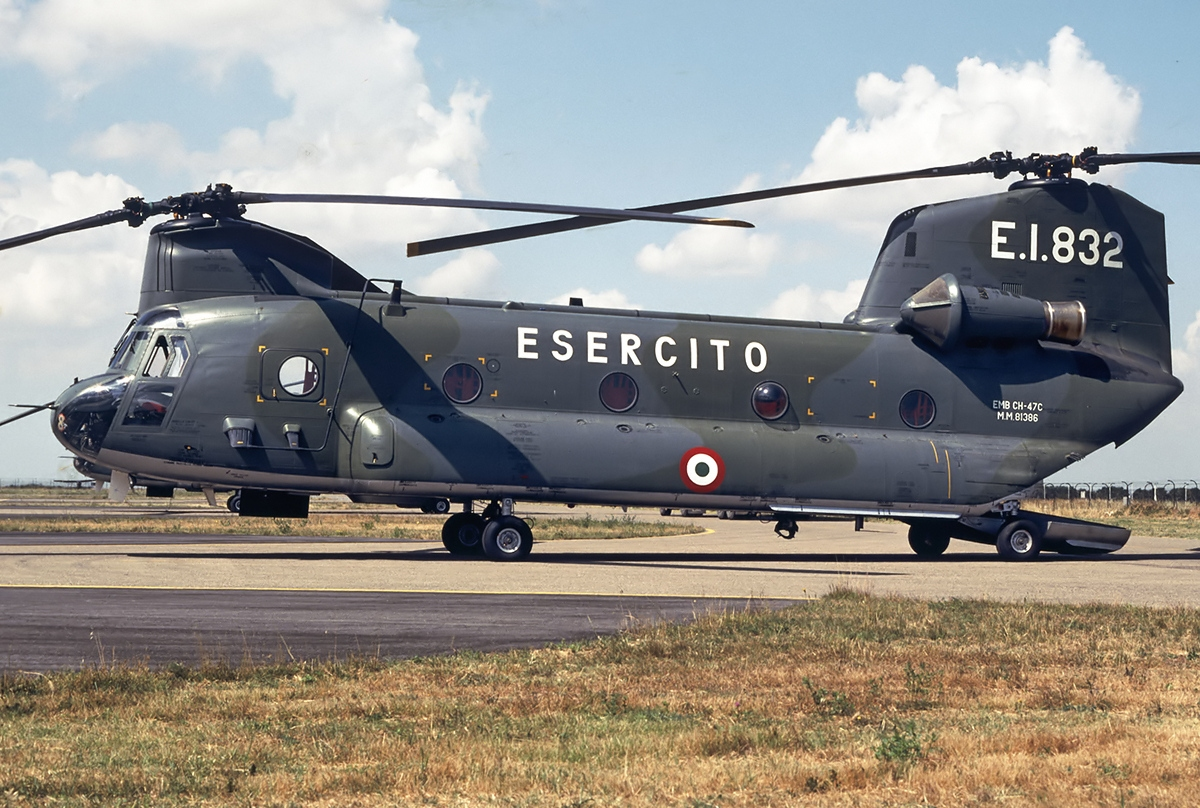
Un Boeing CH-47C della brigata a Viterbo

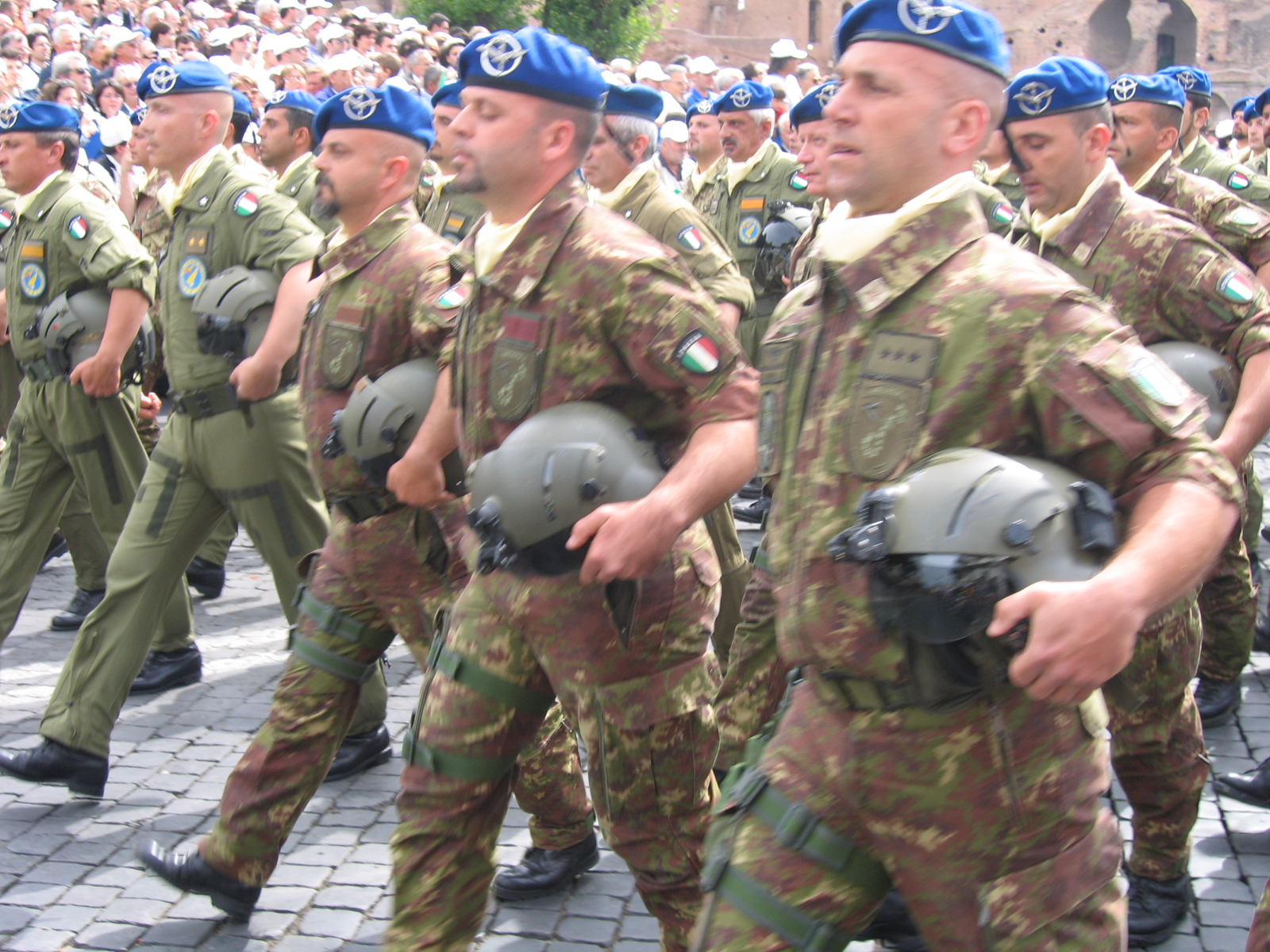
Militari della brigata alla sfilata per la Festa della Repubblica

Ha sede a Viterbo e dipende dal Comando Aviazione dell'Esercito.
Questi i reparti dipendenti fino al 2019
- 1º Reggimento AVES "Antares" (Viterbo)
  - 11º Gruppo squadroni AVES "Ercole" (Viterbo)
  - 28º Gruppo squadroni AVES "Tucano" (Viterbo)
- 2º Reggimento AVES "Sirio" (Lamezia Terme)
  - 21º Gruppo squadroni AVES "Orsa Maggiore" (Cagliari-Elmas)
  - 30º Gruppo squadroni AVES "Pegaso" (Lamezia Terme)
- 4º Reggimento AVES "Altair" (Bolzano)
  - 34º Gruppo squadroni AVES "Toro" (Venaria Reale)
  - 54º Gruppo squadroni AVES "Cefeo" (Bolzano)

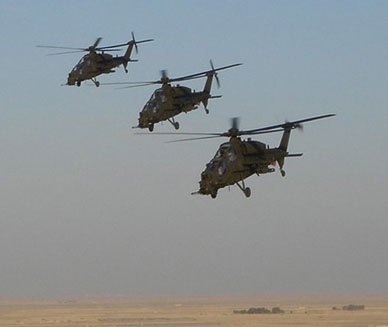
Tre elicotteri A129 "Mangusta" in Iraq.

Questi quelli attuali
- 1º Reggimento di sostegno AVES "Idra" (Bracciano, Roma)
- 2º Reggimento di sostegno AVES "Orione" (Bologna)
- 3º Reggimento di sostegno AVES "Aquila" (Orio al Serio, Bergamo)
- 4º Reggimento di sostegno AVES "Scorpione" (Viterbo)

## Comandanti
- Gen B. Roberto Tonon (2001-2005)
- Gen. B. Enzo Stefanini (9 febbraio 2005 – 31 agosto 2006)
- Gen. B. Luigi Francavilla (1 settembre 2006 – 14 maggio 2007)
- Gen. B. Rocco Bruno (15 maggio 2007 – 1 dicembre 2010)
- Gen. B. Luigi Francavilla (2 dicembre 2010 – 9 settembre 2014)
- Gen. B. Antonio Bettelli (10 settembre 2014 – 15 ottobre 2014)
- Col. Arrigo Arrighi (16 ottobre 2014 – 21 agosto 2016)
- Gen. D. Antonio Bettelli (22 agosto 2016 – 23 marzo 2017)
- Col. Antonio VILLANI